# 8991 Solidarity
8991 Solidarity là một tiểu hành tinh vành đai chính, tên chỉ định1980 PV1. Nó được phát hiện ngày 6 tháng 8 năm 1980 from Đài thiên văn Nam Âu in Cerro La Silla, Chile.